# Joan Hortalà
Joan Hortalà i Arau (Barcelona, 1940) é um economista, advogado e político catalão. É o atual presidente da Bolsa de Barcelona.  